# Statens vegvesen

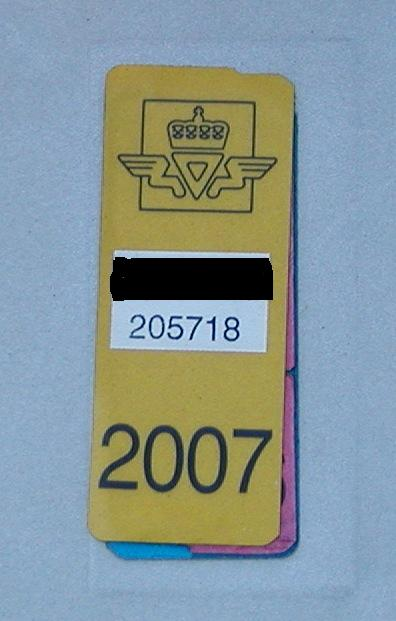
Logo des Statens vegvesen, hier auf einer Kennzeichenplakette

Die Statens vegvesen (Staatliches Straßenwesen) ist eine norwegische, staatliche Behörde, die die Verantwortung für Bau und Unterhaltung der Riksveier (Reichsstraßen, vergleichbar mit Bundesstraßen in Deutschland) und Fylkesveier (vergleichbar mit Landesstraßen) hat, sowie die Aufsicht über Kraftfahrzeuge und den Verkehr im Allgemeinen trägt.
Die Behörde besteht aus dem Vegdirektorat in Oslo, fünf Regionalabteilungen (Regionvegkontorer genannt) und 30 Bereichsabteilungen. In jedem Bereich liegen mehrere Trafikkstasjoner. Für größere Bauvorhaben werden eigene Abteilungen gebildet, die direkt den Regionalabteilungen unterstellt sind.
Die unternehmerische Tätigkeit der Statens vegvesen wurde 2003 in die Aktiengesellschaft Mesta ausgelagert.